# Новичок: Федералы
«Новичок: Федералы» — американская процедурная драма (процедурал) о работе ФБР, спин-офф сериала «Новичок». Созданный Алекси Хоули и Теренсом Полом Уинтером для ABC, сериал рассказывает о Симоне Кларк, самом возрастном новичке Академии ФБР.
На главные роли были выбраны Ниси Нэш-Беттс, Феликс Солис, Фрэнки Фэйсон, Бритт Робертсон, Кевин Зегерс и Джеймс Лесур. Основа сериала и его персонажи были представлены в двухсерийном бэкдор-пилоте, показанном в рамках сериала «Новичок». «Новичок: Федералы» выходил в эфир с 27 сентября 2022 года по 2 мая 2023 года. В ноябре 2023 года сериал закрыли после первого сезона.

## Актерский состав и персонажи

### Основной актерский состав
- Ниси Нэш-Беттс в роли Симоны Кларк, бывшего школьного консультанта из Вашингтона, округ Колумбия, которая в возрасте 48 лет наконец осуществила мечту всей своей жизни — стала специальным агентом ФБР. Проведя свой первый день в отделе проверки биографических данных полевого офиса Лос-Анджелеса, она была направлена в специальный следственный отдел под руководством наблюдающего специального агента (Supervisory Special Agent или SSA) Гарзы. Ее обучающий агент — Картер Хоуп.
- Фрэнки Фэйсон в роли Кристофера «Катти» Кларка, отца Симоны. Он был неправомерно осужден, когда Симоне было девять лет, и провел восемь лет в тюрьме, прежде чем был реабилитирован. Как один из активистов движения Black Lives Matter, он поначалу недоволен сменой карьеры дочери. Однако в конце концов примиряется с ней и восстанавливает отношения.
- Джеймс Лесур в роли Картера Хоупа, кадрового специального агента ФБР, назначенного в подразделение агента Гарзы. Он служит обучающим агентом SA Симоны Кларк, и его обычно раздражают необычные методы Симоны. Однако он начинает уважать её подход, увидев его успешность. В начале сериала он в процессе развода и пытается перевестись в Новый Орлеан, чтобы быть рядом с детьми, поскольку бывшая жена собирается переехать.
- Бритт Робертсон в роли Лоры Стенсен, специального агента ФБР, бывшего члена отдела поведенческих наук ФБР, теперь прикомандированного к специальному следственному отделу. Она — доверенное лицо Гарзы и обучающего специального агента Брендона Эйкерса. Когда-то она была самым молодым агентом, но ушла в отпуск, застав жениха в постели со своей лучшей подругой. Лора надеется новое назначение как возврат к заброшенной карьере.
- Феликс Солис в роли Мэтью «Мэтта» Гарзы, надзирающего специального агента и руководителя группы недавно сформированного специального следственного подразделения в полевом офисе Лос-Анджелеса. Начальство позволило ему работать, но планирует отказаться в случае первой же неудачи. Сам Гарза намерен сосредоточиться в большей степени на полицейской работе, чем на «бюрократических процедурах ФБР». Параллельно агент старается решить свои проблемы со здоровьем.
- Кевин Зегерс в роли Брендона Эйкерса (имя при рождении Брендон Баткус), однокурсника Симоны по Академии ФБР. Он также является специальным агентом и получает назначение в специальном следственном подразделении SSA Гарзы. Его обучающий агент — специальный агент Лаура Стенсен. До прихода в Бюро Брендон был отмеченным наградами актером, который в течение шести лет снимался в популярном молодежном телесериале «Вампир-полицейский» . К актерскому мастерству его подтолкнул отец-одиночка после того, как мать ушла из семьи.

### Повторяющиеся роли
- Мишель Нуньес в роли Елены Флорес, технического аналитика специального следственного отдела и племянницы Гарзы.
- Девика Бисе в роли Антуанетты Беннето, лаборанта ФБР и судебного биолога, любовного интереса Брендона.
- Кортни Форд в роли Трейси Чайлз, ответственного специального агента и непосредственного начальника Гарзы.
- Джессика Беттс — ди-джей, любовный интерес Симоны.

### Гостевые роли
- Томас Деккер в роли Эли Рейнольдса (псевдоним Джеффри Бойл)
- Эрик Робертс — Джош Рейнольдс, отец Илая
- Оушен Ирадукунда в роли сокамерницы Симоны Кларк, когда та вела операцию под прикрытием в тюрьме.
- Дениз Акдениз в роли Марка Атласа, бывшего партнера Лауры Стенсен.
- Том Арнольд в роли Майлза Баткуса, отца Брендона.
- Дэвид Рэмси в роли Грега Райта.
- Дайа Нэш — Билли, дочь Симоны.
- Матео Поллок — Макс, сын Симоны.
- Уоллес Лэнгэм в роли Алана Брэди.
- Тедди Сирс в роли Джорджа Райса.
- Донна Миллс в роли Лейлы Лафлин, бизнес-леди в сфере косметики[1].
- Карлос Леаль в роли Тобиаса Казана, торговца наркотиками.

### Персонажи из «Новичка»
- Нейтан Филлион в роли Джона Нолана, самого старого новичка полиции Лос-Анджелеса, ставшего офицером по обучению. Джон подружился с Симоной Кларк, когда она была в Лос-Анджелесе.
- Алисса Диас в роли Анджелы Лопес, детектива отделения полиции Лос-Анджелеса в Мид-Уилшире.
- Брент Хафф в роли Куигли Смитти, ленивого и недалекого ветерана отделения.
- Мелисса О’Нил в роли Люси Чен, патрульного офицера.
- Эрик Винтер в роли Тима Брэдфорда, сержанта связи полиции Лос-Анджелеса между элитным подразделением полицейского спецназа МЕТРО и подразделением Мид-Уилшир.
- Ричард Т. Джонс в роли Уэйда Грея, сержанта подразделения полиции Лос-Анджелеса в Мид-Уилшире.
- Шон Эшмор в роли Уэсли Эверса, адвоката, ставшего помощником окружного прокурора, и мужа Анджелы Лопес.

## Производство

### Разработка
8 февраля 2022 года было объявлено, что ABC занимается разработкой спин-оффа «Новичка», посвященного ФБР. Также сообщалось, что сериал будет представлен в виде двухсерийного бэкдор-пилота в уже ставшим популярным сериале.
В то время сообщалось, что ABC стремилась расширить свои франшизы после окончания сериала «Черноватый» для конкуренции с франшизами NBC «Чикаго» и «Закон и порядок», а также с франшизами FBI и NCIS, которые транслируются на CBS.13 мая 2022 года был заказан сериал под названием «Новичок: Федералы».
Создатель «Новичка» Алекс Хоули создал сериал совместно с Теренсом Полом Уинтером. Оба стали исполнительными продюсерами вместе с Мишель Чепмен, Биллом Норкроссом, Кори Миллер, Ниси Нэш и звездой «Новичка» Нейтаном Филлионом.
ABC Signature и Entertainment One выступили в качестве продюсерских компаний. Entertainment One также отвечает за распространение сериала на международном уровне. 21 октября 2022 года сериал получил заказ на полный сезон из 22 эпизодов. 9 ноября 2023 года канал ABC закрыл сериал после первого сезона.

### Кастинг
Ниси Нэш-Беттс была первой, кто получил роль Симоны Кларк, «сильной женщины и самого старого новичка в Академии ФБР». Кэт Фостер и Феликс Солис были выбраны в марте 2022 года на роли Кейси Фокса и Мэтью Гарзы, ветеранов ФБР с пятилетним и двадцатилетним стажем соответственно. Фрэнки Фэйсон также присоединился к актерскому составу в роли Кристофера «Катти» Кларка, отца Симоны.
Когда сериал был заказан, появилось сообщение, что Фостер и ее персонаж Фокс не пройдут дальше пилотного проекта.
Бритт Робертсон присоединилась к основному составу в июне 2022 года, чтобы сыграть Лору Стенсен, бывшего сотрудника отдела поведенческого анализа ФБР. Позже в том же месяце Кевин Зегерс получил роль Брендона Эйкерса, бывшего актера, недавно присоединившегося к ФБР.
На следующий день Deadline сообщил, что Джеймс Лесур был выбран на роль Картера Хоупа, бывшего юриста Министерства юстиции, который тренирует Кларк.
В сентябре 2022 года было объявлено о приглашении в сериал Джессики Беттс, Тома Арнольда, Эрика Робертса и Дениз Акденизбыли приглашены на главные роли. Нэйтан Филлион и Алисса Диас появились на премьере сериала как Джон Нолан и Анджела Лопес соответственно их персонажам из «Новичка».

## Релиз
Когда ABC объявила о своем осеннем расписании на телевизионный сезон 2022—2023 годов, выяснилось, что сериал будет выходить в эфир по вторникам в 22:00 по восточному времени, после окончания «Холостяка в раю».
Президент ABC Entertainment Крейг Эрвич защищал решение не объединять «Новичок: Федералы» с «Новичком», заявив, что они хотят оставить «Новичка» в воскресном временном интервале и считают, что «Холостяк в раю» станет сильным стартом для нового ряда программ.
Эрвич также заявил, что, несмотря на то, что они не будут выходить в эфир вместе, кроссоверы между «Новичком» и «Новичком: Федералы» все равно возможны. Сериал о ФБР выходил в эфир с 27 сентября 2022 года по 2 мая 2023 года.

## Приём

### Критика
Сайт-агрегатор рецензий Rotten Tomatoes сообщил о 86 % одобрения при средней оценке 7,7/10, основанной на 7 рецензиях критиков, но плохой средней оценке зрителей в 18 %.

### Рейтинги

#### Сезон 1
| №  | Название              | Дата показа       | Рейтинг (18—49) | Зрителей (миллионов) | DVR (18—49) | Зрителей DVR (миллионов) | Всего (18—49) | Всего зрителей (миллионов) |
| -- | --------------------- | ----------------- | --------------- | -------------------- | ----------- | ------------------------ | ------------- | -------------------------- |
| 1  | «Day One»             | Сентябрь 27, 2022 | 0.3             | 2.28                 | 0.3         | 2.13                     | 0.6           | 4.31                       |
| 2  | «Face Off»            | Октябрь 4, 2022   | 0.3             | 1.77                 | 0.2         | 1.84                     | 0.5           | 3.61                       |
| 3  | «Star Crossed»        | Октябрь 11, 2022  | 0.2             | 1.57                 | 0.2         | 1.90                     | 0.5           | 3.48                       |
| 4  | «To Die For»          | Октябрь 18, 2022  | 0.3             | 2.01                 | 0.2         | 2.09                     | 0.5           | 4.10                       |
| 5  | «Felicia»             | Октябрь 25, 2022  | 0.2             | 1.87                 | 0.2         | 1.96                     | 0.5           | 3.83                       |
| 6  | «The Reaper»          | Ноябрь 1, 2022    | 0.3             | 1.81                 | 0.2         | 1.76                     | 0.4           | 3.57                       |
| 7  | «Countdown»           | Ноябрь 15, 2022   | 0.2             | 1.55                 | 0.3         | 1.97                     | 0.5           | 3.51                       |
| 8  | «Standoff»            | Ноябрь 22, 2022   | 0.2             | 1.74                 | TBD         | TBD                      | TBD           | TBD                        |
| 9  | «Flashback»           | Ноябрь 29, 2022   | 0.3             | 2.47                 | TBD         | TBD                      | TBD           | TBD                        |
| 10 | «The Silent Prisoner» | Январь 3, 2023    | 0.4             | 3.80                 | 0.3         | 2.24                     | 0.7           | 6.03                       |
| 11 | «Close Contact»       | Январь 10, 2023   | 0.3             | 2.62                 | 0.2         | 1.88                     | 0.5           | 4.50                       |
| 12 | «Out for Blood»       | Январь 17, 2023   | 0.4             | 2.99                 | 0.2         | 1.67                     | 0.6           | 4.66                       |
| 13 | «The Remora»          | Январь 24, 2023   | 0.4             | 2.81                 | TBD         | TBD                      | TBD           | TBD                        |
| 14 | «The Offer»           | Январь 31, 2023   | 0.3             | 3.19                 | TBD         | TBD                      | TBD           | TBD                        |
| 15 | «Dead Again»          | Февраль 14, 2023  | 0.3             | 2.62                 | TBD         | TBD                      | TBD           | TBD                        |
| 16 | «For Love and Money»  | Февраль 21, 2023  | 0.3             | 2.60                 | TBD         | TBD                      | TBD           | TBD                        |
| 17 | «Payback»             | Февраль 28, 2023  | 0.3             | 2.80                 | TBD         | TBD                      | TBD           | TBD                        |
| 18 | «Seeing Red»          | Март 21, 2023     | 0.3             | 2.30                 | TBD         | TBD                      | TBD           | TBD                        |
| 19 | «Burn Run»            | Март 28, 2023     | 0.3             | 2.88                 | TBD         | TBD                      | TBD           | TBD                        |
| 20 | «I Am Many»           | Апрель 18, 2023   | 0.3             | 2.24                 | TBD         | TBD                      | TBD           | TBD                        |
| 21 | «Bloodline»           | Апрель 25, 2023   | 0.2             | 2.49                 | TBD         | TBD                      | TBD           | TBD                        |
| 22 | «Red One»             | Май 2, 2023       | 0.3             | 2.98                 | TBD         | TBD                      | TBD           | TBD                        |

## Эпизоды

### Пилот (2022)
Для пилота «№. общий» и «№ в сезоне» означают место эпизода в порядке эпизодов «Новичок».
| № общий | № в сезоне | Название | Режиссёр       | Автор сценария               | Дата премьеры   | Произв. код | Зрители U.S. (млн) |
| --- | ---------- | -------- | -------------- | ---------------------------- | --------------- | ----------- | ------------------ |
| 73 | 19         | «Симона» | Лиз Фридлендер | Алекси Хоули и Теренс Винтер | апрель 24, 2022 | 419         | 3.95               |
| Нолан и Чен проверяют сообщение о подозрительном человеке возле подстанции. На месте они обнаруживают взрывное устройство, но успевают спастись. Во время поисков подозреваемого возникает версия о его принадлежности к террористической ячейке и к расследованию привлекают ФБР. Выяснив, что подозреваемый Зик Фримонт связан со стажёром Симоной Кларк, её вызывают на помощь, но вскоре увольняют. Затем ведущий агент Гарза снова вызывает Симону, так как задержанный Фримонт согласен говорить только с ней. Подозреваемый признает, что делал бомбы для террориста, но не знал, для чего они нужны. Лопес и Харпер параллельно расследуют предполагаемое проникновение в дом профессора и с помощью Симоны выясняют, что это тот же подозреваемый, что и при взрыве. Его идентифицируют как Тревора Гурина, бывшего военного. В это время сам Тревор крадёт новые бомбы с оружейного склада Национальной гвардии и приступает к разрушению городской инфраструктуры, уничтожая узловые точки дорог. |            |          |                |                              |                 |             |                    |
| 74 | 20         | «Enervo» | Билл Роу       | Алекси Хоули и Теренс Винтер | май 1, 2022     | 420         | 4.17               |
| Общими усилиями ФБР и полицейские Мид-Уилшира ищут заминированные фургоны, разъехавшиеся по городу. Симона и Нолан с риском для жизни останавливают один из фургонов рядом с мостом, где тот должен был взорваться, остальные бомбы останавливают пытаются остановить бомбы, разбросанные по городу на борту отдельных фургонов. Одна из машин всё же достигает цели и взрывается, убив 17 человек. Гарза и Грей обращаются в отделение ЦРУ в Лос-Анджелесе, чтобы получить помощь в поимке Тревора, но его начальник Билл Август отказывает им. Тим и Нолан встречают одну из бывших соратниц Тревора, Кейт Хилл, работающую на ЦРУ. Хилл выясняет, что «Энерво» — оперативная группа для нелегальных действий, основная задача которой — дестабилизация обстановки в иностранных городах. Руководитель группы — Билл Август, а ключевой оперативник — Тревор, которого на самом деле зовут Илья Шокоров. Симона обнаруживает след и вместе с Ноланом они выслеживают Илью в океанариуме, где тот объясняет, что Август бросил Шокорова и его команду, оставив их умирать. Так что террористические акты Ильи были местью Августу. В этот момент прибывают люди Августа, и завязывают перестрелку с Ноланом и Симоной. Прибывшие полицейские и агенты ФБР арестовывают агентов ЦРУ. |            |          |                |                              |                 |             |                    |

### Сезон 1 (2022-23)
| № | Название             | Режиссёр        | Автор сценария                                                   | Дата премьеры     | Произв. код | Зрители U.S. (млн) |
| --- | -------------------- | --------------- | ---------------------------------------------------------------- | ----------------- | ----------- | ------------------ |
| 1 | «День первый»        | Билл Роу        | Алекси Хоули и Теренс Винтер                                     | сентябрь 27, 2022 | 101         | 2.28               |
| Симона начинает первый официальный день в ФБР Лос-Анджелеса вместе с бывшим актёром Брендоном Эйкерсом. Теперь они — стажёры-специальные агенты ФБР. Брендона сразу приглашают присоединиться к новому подразделению Гарзы. Но Симону отдают в отдел профилирования, пока специальное подразделение расследует дело о человеке, которого забили до смерти во время взлома. Симона подключается к расследованию, когда знакомые полицейские Лос-Анджелеса сообщают ей об аресте подозреваемого, который связан с одним из участников взлома. В результате выясняется, что воры намерены проникнуть в Федеральный резерв и спецподразделение предотвращает ограбление. Но начальница Гарзы Трэйси Чайлз продолжает попытки закрыть подразделение, пытаясь шантажировать обучаюшего агента Симоны Картера Хоупа, чтобы тот передал ей компромат на Гарзу. |                      |                 |                                                                  |                   |             |                    |
| 2 | «Без лица»           | Майкл Гои       | Венди Кэлхун                                                     | октябрь 4, 2022   | 102         | 1.77               |
| Симона и Брендон получают первого информатора. Брендон попыткой использовать посыльного в отеле злит сенатора, а Симона арестовывает наркоторговца, который выводит на торговца оружием из списка самых разыскиваемых. Тот превратил двоих людей в приманки с помощью пластических операций, а также сменил внешность сам. Но команда его все же выслеживает и задерживает. Брендон находит нового информатора — продьюсера, отмывающего деньги, который будет поставлять информацию, чтобы избежать тюрьмы. |                      |                 |                                                                  |                   |             |                    |
| 3 | «Скрещенные звезды»  | Роберт Белла    | Нэнси Киу                                                        | октябрь 11, 2022  | 103         | 1.57               |
| Симона и Брендон получают первое задание по установке скрытого видеонаблюдения в ресторане, где должна пройти встреча двух банд. Но операцию прерывает смерть пожилого офицера-надзирателя. Стажёрам все же удается записать улики, но забирая камеры Кларк и Эйкерс узнают, что дети руководства банд состоят в отношениях. Затем Симона и Брендон становятся свидетелями похищения влюбленных. , В результате расследования спецгруппа выясняет, что отношения и похищение были инсценированы Ализ Казан, дочерью крупного метамфетаминового дилера Тобиаса Казана, чтобы заработать. Ализ арестовывают и отправляют в тюрьму. Тем временем Лоры Стенсен, обучающий агент Эйкерса узнаёт, что бывшая лучшая подруга помолвлена с бывшим женихом Лоры. У Симоны начинается тайный роман с дочерью последнего партнёра своего отца. |                      |                 |                                                                  |                   |             |                    |
| 4 | «Умереть за»         | Тори Гаррет     | Ник Хервиц                                                       | октябрь 18, 2022  | 104         | 2.01               |
| (кроссовер с 4 эпизодом 5 сезона сериала «Новичок». Эрик Винтер в роли Тима Брэдфорда выступил в качестве специально приглашённой звезды) Команда ФБР ищет убийцу серийной убийцы-социопатки Розалинды Дайер, которая была застрелена после побега. Основным подозреваемым выступает сообщник Дайер, который создавал заминированные водяные камеры для своих жертв. Во время расследования Лора встречает бывшего напарника из ФБР, который бросает ей вызов. Она же пытается справиться со своими чувствами к нему после предательства бывшего жениха. Симона и Мэтт параллельно с расследованием стараются мотивировать Картера на новые отношения после того, как его брак распался. |                      |                 |                                                                  |                   |             |                    |
| 5 | «Фелиция»            | Эрик Дин Ситон  | Стейси А. Литтлджон                                              | октябрь 25, 2022  | 105         | 1.87               |
| Симона и Картер попадают в ловушку во время контроля за экстрадицией свидетеля, находившегося в бегах на Багамах. Местная полиция продаёт агентов ФБР преступникам, которые руководили экстрадированным. Сумев выбраться с Багам и добраться до Лос-Анджелеса вместе со свидетелем, Симона и Картер выясняют, что за их продажей стоял окружной прокурор. Им удается нейтрализовать его и добыть необходимые улики. Параллельно Лора и Брендон расследуют убийство и кражу бриллиантов, которые Елена находит в своей новой сумочке. |                      |                 |                                                                  |                   |             |                    |
| 6 | «Жнец»               | Шерил Дунье     | Стефани Хикс                                                     | ноябрь 1, 2022    | 106         | 1.81               |
| Симона и Картер работают под прикрытием в тюрьме округа Вентура, Калифорния, чтобы получить информацию о наёмном убийце по прозвищу Жнец от одной из заключенных. Пока Кларк пытается завоевать доверие преступницы, Картера узнает один из арестованных им. Симоне получает нужную информацию и выясняет, что девушка, к которой она втёрлась в доверие, на самом деле снайпер. Снайпер сбегает, выдав себя за надзирателя, и спецподразделение ФБР начинает выяснять, кто её цель. Параллельно отца Брендона задерживают за взломом и проникновением, а Симона расстаётся со своей девушкой, решив, что карьера сейчас важнее и отношения не должны страдать из-за этого. |                      |                 |                                                                  |                   |             |                    |
| 7 | «Обратный отсчёт»    | Чери Ноулан     | Кори Д. Миллер                                                   | ноябрь 15, 2022   | 107         | 1.55               |
| Команду вызывают на поиски учёного, который исчез во время исследования Национального леса. Пропавшего находят мёртвым, а на теле обнаруживают следы радиоактивного материала. Агенты ФБР, объединившись с полицейскими Лос-Анджелеса ищут террориста, планирующего взрыв «грязной» бомбы в центре города. Параллельно Лора празднует свой день рождения, а Брендон использует навыки профилирования для поиска идеального подарка. |                      |                 |                                                                  |                   |             |                    |
| 8 | «Противостояние»     | П. Дж. Пеши     | Аманда Мерседес                                                  | ноябрь 22, 2022   | 108         | 1.74               |
| В преддверии Дня благодарения спецгруппа расследует похищение отца с маленькой дочерью. Во время расследования в офисе окружного прокурора нескольких людей берут в заложники, и на помощь команде приходят Уэсли Эверс и Анжела Лопес, окружной прокурор и детектив подразделения Мид-Уилшир. Параллельно к Симоне и «Катти» приезжают в гости на День благодарения близнецы, дети Кларк — Билли и Макс. После ареста виновных в похищении и захвате заложников команда собирается в доме Симоны на праздничный ужин. |                      |                 |                                                                  |                   |             |                    |
| 9 | «Флешбэк»            | Тесса Блейк     | Алекси Хоули                                                     | ноябрь 29, 2022   | 109         | 2.47               |
| Агента Гарзу арестовывают, обвиняя в шпионаже. Команда начинает расследование и выясняет, что оно связано с проведенной Гарзой пять лет назад спецоперацией. Тогда погибла женщина, с которой спецагент встречался. В конце эпизода Гарза теряет сознание на могиле своей погибшей возлюбленной. |                      |                 |                                                                  |                   |             |                    |
| 10 | «Молчаливый узник»   | Майкл Гои       | Теренс Винтер                                                    | январь 3, 2023    | 110         | 3.80               |
| (кроссовер с 10 эпизодом 5 сезона сериала «Новичок». Нейтан Филлион в роли Джона Нолана выступил в качестве специально приглашённой звезды) Гарзу оперируют, после чего спецподразделение и полиция Лос-Анджелеса ищут преступника, обладающего списком агентов ФБР под прикрытием. Один из раскрытых агентов получает ножевое ранение и умирает на руках Брендона. Параллельно Симона просит Джона Нолана помочь с переделкой гаража отца в жилую комнату, а Брендон готовится признаться Антуанетте в любви. |                      |                 |                                                                  |                   |             |                    |
| 11 | «Близкий контакт»    | Оз Скотт        | Сценарий: Венди Кэлхун и Аманда Мерседес. История: Нэнси Киу     | январь 10, 2023   | 111         | 2.62               |
| Команда расследует покушение на конгрессмена Дэмиена Робертса. В то время как Лора и Брендон ищут подозреваемых, Кларк возобновляет прежние отношения с Робертсом. Параллельно Брендон готовиться к тому, чтобы сделать следующий шаг в отношениях с Антуанеттой. |                      |                 |                                                                  |                   |             |                    |
| 12 | «В поисках крови»    | Ланре Олабизи   | Сценарий: Стейси А. Литтлджон и Стефани Хикс.История: Ник Хервиц | январь 17, 2023   | 112         | 2.99               |
| Во время очередного расследования спецподразделения найдено обескровленное тело. Это привлекает внимание одного из шоу о преступлениях. Для того, чтобы раскрыть дело Брендон делится своим опытом съемок в сериале «Полицейский-вампир». |                      |                 |                                                                  |                   |             |                    |
| 13 | «Ремора»             | Майкл Гои       | Кори Миллер                                                      | январь 24, 2023   | 113         | 2.81               |
| Спецподразделение выступает в качестве поддержки во время тайной операции по перехвату продажи планов спутниковой обороны. Операция срывается, так как продавец не приехал на сделку. Картер узнает почерк преступника по кличке «Ремора», который убивает других преступников после крупных ограблений, забирая их добычу. Однако, кража планов спутниковой обороны — не его масштаб и команде надо выяснить, в чем подвох. Параллельно к Симоне и её отцу приезжает дочь Симоны с новым парнем, и Кларк нужно решить, как поступить с молодым человеком. |                      |                 |                                                                  |                   |             |                    |
| 14 | «Предложение»        | Джон Уэртас     | Венди Кэлхун и Нэнси Киу                                         | январь 31, 2023   | 114         | 3.19               |
| Команда планирует день уборки, но это дело осложняет похищении дочери миллиардера Пирса Лэнгхэма и его предложение награды в $10 млн тому, кто вернёт похищенную. Тем временем бывшая жена Гарзы Кэндис навещает подразделение, чтобы понаблюдать за их работой, и предлагает Симоне возможность стать более публичной фигурой в Бюро. Во время расследования похищения выясняется, что его организовал брат похищенной — Тейт. Ему было нужно, чтобы девушка отсутствовала на ключевом голосовании, где Тейт должен был получить контроль над компанией. Но к моменту, когда выяснилась роль брата, организовавшие похищение наёмники уже вышли из-под контроля. Лэнгхэм отказывается платить выкуп, и похищенная девушка выдаёт наёмникам местонахождение отца. Подразделению удаётся уговорить Тейта помочь, и они спасают Пирса. Освобождённая девушка, пока отец находился в госпитале, берёт на себя управление компанией. Параллельно Симона отказывается от предложения Кэндис, так как не хочет быть публичной марионеткой.                                      |                      |                 |                                                                  |                   |             |                    |
| 15 | «Снова мёртв»        | Ланре Олабиси   | Стефани Хикс и Аманда Мерседес                                   | февраль 14, 2023  | 115         | 2.62               |
| Найдено тело инвестиционного банкира, объявленного мёртвым ещё шесть лет назад. Его жену обвинили в преступлении, и подразделение ФБР начало расследование. Агенты выясняют, что банкир отмывал деньги, а затем сбежал с любовницей, украв часть наличных у преступников, на которых работал. Позже любовница сдала его бывшим подельникам, когда он снова собрался сбежать. Параллельно Симона помогает бывшей жене жертвы встретиться с её отцом, чтобы женщина смогла восстановить свою жизнь и наладить контакт с сыном. |                      |                 |                                                                  |                   |             |                    |
| 16 | «Ради любви и денег» | Джин И. Ли      | Стейси А. Литтлджон и Ник Хервиц                                 | февраль 21, 2023  | 116         | 2.60               |
| Занимаясь поисками серийного альфонса подразделение встречает детектива Наоми Восс, следящую за ним по поручению одной из жертв. ФБР пытается использовать преступника, обманувшего в том числе жену наркодиллера Казана, для проникновения в наркоимперию Тобиаса, но во время спецоперации мошенника убивают. Казан соглашается выдать улики, в обмен на то что его дочь переведут в другую тюрьму, но подразделение понимает, что это — попытка убить Гарзу, взорвав лабораторию. Казан спокойно выходит на свободу, а его жена отказывается выдать улики. Картер не уверен, что ему хватит времени, чтобы спланировать что-то с Фортуной на День Святого Валентина, а Антуанетта уверяет Брендона, что ничего не хочет на праздник. |                      |                 |                                                                  |                   |             |                    |
| 17 | «Расплата»           | Роберт Белла    | Кейт Саджиант                                                    | февраль 28, 2023  | 117         | 2.80               |
| (кроссовер с 17 эпизодом 5 сезона сериала «Новичок». Нейтан Филлион в роли Джона Нолана выступил в качестве специально приглашённой звезды) После ареста Элайджи Стоуна, агенты ФБР начинаю слежку за новым напарником Элайджи — Абриль Родас. Во время расследования они узнают, что она выслеживает коррумпированных полицейских, убивших её отца. Несмотря на противодействие агентов Абриль находит жертву и умирает сама. |                      |                 |                                                                  |                   |             |                    |
| 18 | «В гневе»            | Патрик Кейди    | Кори Миллер и Венди Кэлхун                                       | март 21, 2023     | 118         | 2.30               |
| Нападение на выгульщика собак приводит к краже белорусской дипломатической почты. Во время расследования команда обнаруживает, что в сумке находились поддельные матрицы долларов США, которые тайно ввёз сын консула. Благодаря популярность Брендона в Беларуси команда пробирается на вечеринку, но сын консула крадёт их сам. Симона находит контакт со старыми фальшивомонетчиками, используя друзей отца. Их информация помогает найти печатную машину и обезвредить сына посла, пытавшегося убить другого сотрудника посольства. Параллельно Брендон переживает, что его спонсор трезвости из общества анонимных алкоголиков отказался от своих обязанностей. Антуанетта и Симона поддерживают его. Также Наоми Восс советует Симоне найти хобби для расслабления. |                      |                 |                                                                  |                   |             |                    |
| 19 | «Безумная поездка»   | Эрнан Отаньо    | Джессика Флауэрс и Скотт Кольп                                   | март 28, 2023     | 119         | 2.88               |
| Симона в команде уже четыре месяца. Кларк и Эйкерс проводят инвентаризацию в делах, и Симона начинает расследования дела мёртвой женщины. Дело приводит команду к бизнес-магнату, ведущему затворнический образ жизни. Лора и Брендон становятся свидетелями уничтожения улик, а вор крадёт улики и документы. Параллельно Картер ищет возможность доказать невиновность Фортуны. |                      |                 |                                                                  |                   |             |                    |
| 20 | «Я разный»           | Шерил Дунье     | Стейси А. Литтлджон и Нэнси Киу                                  | апрель 18, 2023   | 120         | 2.24               |
| С Гарзой связывается Фостер Миллс, приговоренный к смертной казни серийный убийца,.которого агент ФБР арестовал много лет назад. Миллс сообщает, что произойдут новые убийства. Первый объект для атаки — офис в Сан-Франциско. Симону отправляют для допроса серийного убийцы, а команда выясняет, что тот прямо из тюрьмы создал культ последователей. В день казни маньяка они должны провести масштабные теракты, чтобы обессмертить имя Миллса. Симона выясняет у Фостера, как тот общается с последователями, а также имя последней цели — единственного жертвы маньяка, избежавшей смерти. После этого агент Кларк оставляет преступника готовиться к казни. |                      |                 |                                                                  |                   |             |                    |
| 21 | «Родословная»        | Роб Шейденгланц | Алекси Хоули                                                     | апрель 25, 2023   | 121         | 2.49               |
| (кроссовер с 21 эпизодом 5 сезона сериала «Новичок». Нейтан Филлион в роли Джона Нолана выступил в качестве специально приглашённой звезды) Команда определяет, что человеческие конечности, найденные в живых телах, были отрезаны редким промышленным инструментом. Анализ ДНК определил, что конечности принадлежали сводным братьям и сестрам, потомкам серийного убийцы Томаса Клэя Бриггса, отбывающий шесть пожизненных сроков. Он сдал сперму, когда был подростком, и теперь один из детей Роман Гриффит, убивает своих сводных братьев и сестер, полагая, что они также унаследовали наклонности отца. Команда застает его возле дома одной из сводных сестёр, но он уходит оттуда, увидев племянника Тео и похищает Стенсен. Роман просит её проанализировать, почему он не убил Тео, но затем пытается убить агента, когда та отвергает его оправдания. Лора сбегает и удерживает Гриффита достаточно долго, чтобы агенты ФБР спасли её. Но позже Роман убивает себя, заявив, что за все возможные преступления его братьев и сестёр теперь отвечает Стенсен. |                      |                 |                                                                  |                   |             |                    |
| 22 | «Красный»            | Майкл Гои       | Теренс Винтер                                                    | май 2, 2023       | 122         | 2.98               |
| Команду Гарзы привлекают к негласному расследованию, когда агента отдела внутренних расследований заживо закапывают в пустыне под Лас-Вегасом, накачав наркотиками. Параллельно празднование Симоной 49-го дня рождения оказывается под угрозой срыва. |                      |                 |                                                                  |                   |             |                    |